# Nasal retrofleja sorda
La consonante nasal retrofleja sorda es un tipo de consonante extremadamente raro, solamente presente en algunas lenguas orales. El símbolo en el Alfabeto Fonético Internacional que representa este sonido es ⟨ɳ̊⟩, una combinación de la letra de la consonante nasal retrofleja y un diacrítico indicando que se trata de una consonante sorda.

## Características
- Su modo de articulación es oclusivo, lo que significa que se produce al obstruir el flujo de aire en el tracto vocal. Debido a que la consonante también es nasal, el flujo de aire bloqueado se redirige a través de la nariz.
- Su punto de articulación es retroflejo, lo que prototípicamente significa que se articula con la punta de la lengua curvada hacia arriba, pero generalmente indica que el fonema es postalveolar sin estar palatalizado.
- Su fonación es sorda, lo que significa que se produce sin hacer vibrar las cuerdas vocales.
- Es una consonante nasal, lo que significa que el aire puede escapar por la nariz, ya sea exclusivamente o además por la boca.
- Es una consonante central , lo que significa que se produce al dirigir la corriente de aire a lo largo del centro de la lengua, en lugar de a los lados.
- El mecanismo de la corriente de aire es pulmonar, lo que significa que se articula empujando el aire únicamente con los pulmones y el diafragma, como ocurre con la mayoría de los sonidos.

## Ocurrencia
Solamente se ha detectado en la lengua iaai.